# Sindrome di Teunissen-Cremers
La sindrome di Teunissen-Cremers è una malattia genetica rara a carattere autosomico dominante caratterizzata da difetti scheletrici, prevalentemente a carico delle ossa dell'orecchio interno (con anchilosi congenita della staffa), delle dita delle mani e dei piedi, con un allargamento delle falangi distali. Queste malformazioni possono provocare brachidattilia e sordità o ipoacusia neurosensoriale.